# Encarcelamiento en Uruguay

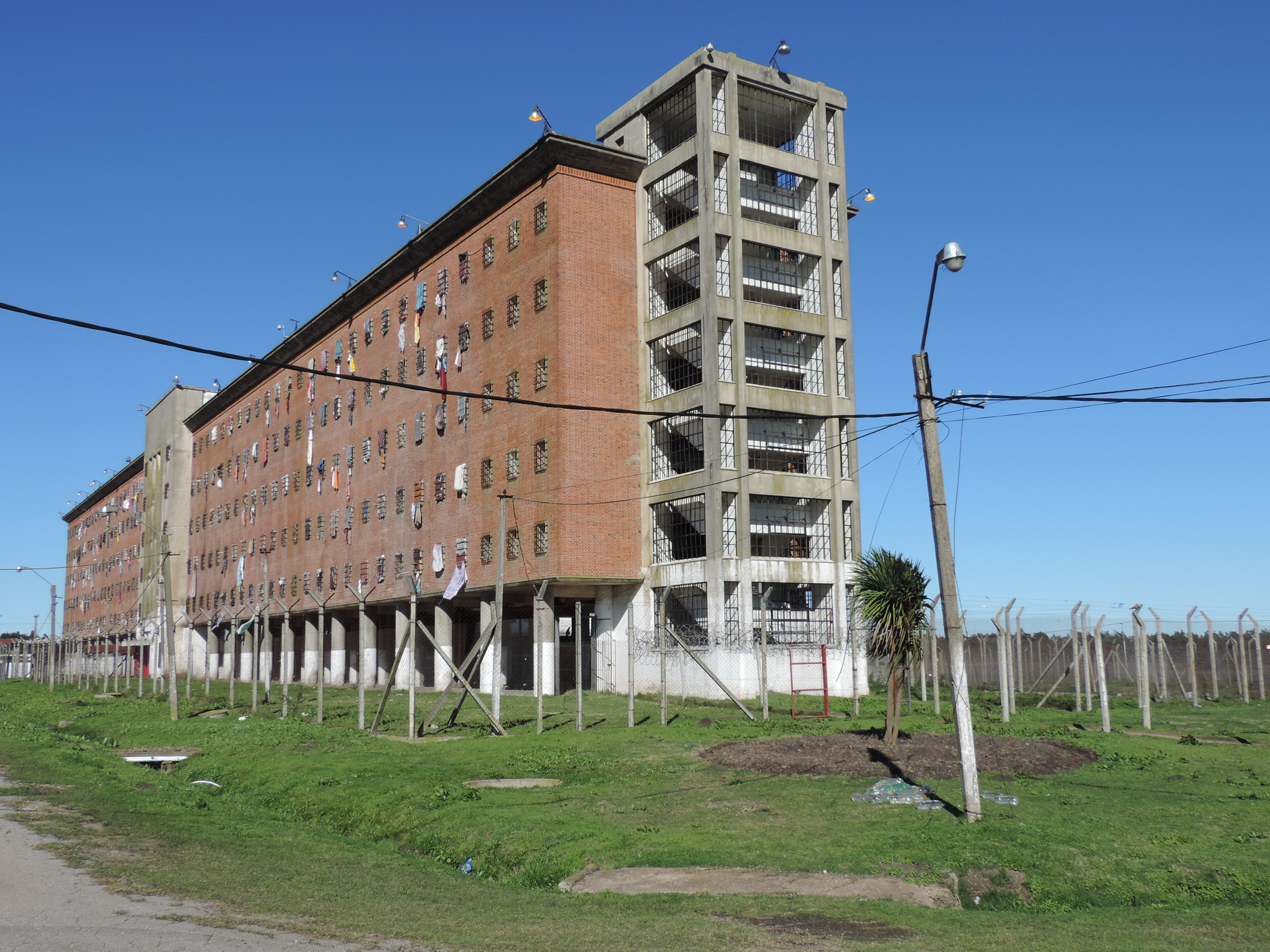
Unidad Nº 3 - San José (Penal de Libertad). En varios de sus celdarios existen tratos crueles, inhumanos y degradantes hacia los detenidos.

El encarcelamiento en Uruguay cuenta con una de las tasas más altas de América Latina y desde 2010 se ha decretado el estado de emergencia carcelaria debido a las condiciones de los centros de reclusión, las cuales no han podido ser revertidas. El grado de hacinamiento, la falta de atención en salud, la falta de oportunidades de rehabilitación e integración social, se constituyen en una situación de clara violación de los Derechos Humanos.

## Tasa de encarcelamiento
En 2025 la población penitenciaria en el país supera las 16.000 personas, alcanzando una tasa de encarcelamiento de 445 c/100000 habitantes. Estas cifras muestran que Uruguay tiene la tasa más alta de América del Sur y una de las más altas del continente americano, por encima de países como El Salvador, Colombia, México o Venezuela. Se ubica en el puesto 13 a escala mundial; la población carcelaria uruguaya triplica la tasa media mundial de encarcelamiento.

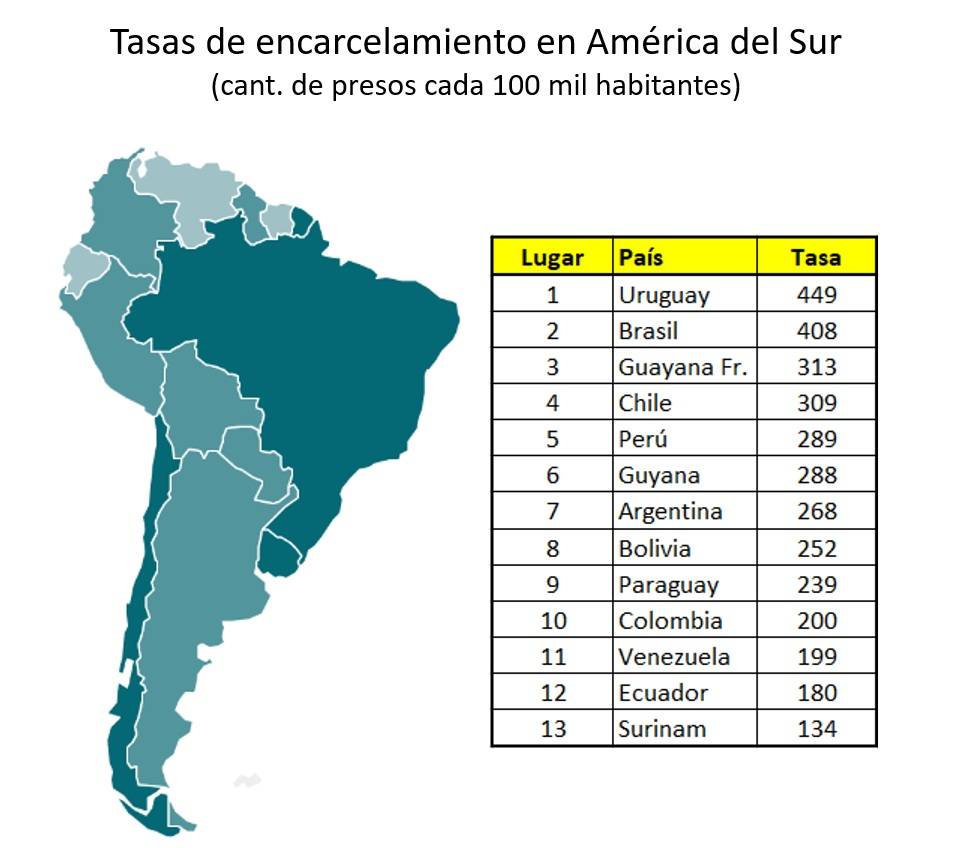
Fuente: World Prison Brief consultado en feb/2025

Mientras que en 2002 Uruguay contaba con una población carcelaria de alrededor de 5.000 personas privadas de libertad, en las dos décadas siguientes esta cifra se ha triplicado, con un crecimiento anual cercano al 10 %. Luego de una secuencia de 6 años consecutivos con un crecimiento del orden de 1.000 personas presas cada año se ha llegado al colapso del sistema, con una población que con el tiempo seguirá creciendo, debido al aumento de penas, a la estrategia de la política criminal de focalización en la persecución de los delitos callejeros, al reforzamiento de la presencia policial de choque y dispositivos de saturación de los barrios popularesy a la ausencia de un modelo con menos encarcelamiento, mayor eficiencia socioeducativa en la privación de libertad y fortalecimiento de los mecanismos alternativos, con más oportunidades de trabajo pospenitenciario.
El aumento de la tasa de encarcelamiento tuvo un comportamiento similar, pasando de 290 personas privadas de libertad cada 100 mil habitantes en el año 2018, a 445 en 2024.
Particularmente destacable es el aumento de las mujeres privadas de libertad, que pasó de 469 en 2018 a 1302 en 2024, un crecimiento del 277 %.
personasaño030006000900012.00015.00018.000200020052010201520202025hombresmujerestotalEvolución de la población privada de liber...Fuente: Observatorio de Seguridad, Ministerio del ...

## Perfil de las personas privadas de libertad
El 33 % de las personas recluidas son menores de 28 años y casi 75 % son menores de 38 años, mientras que apenas el 3,1 % del total tiene 58 años o más. El 91,5 % son hombres.
18 a 27 a...28 a 37 años38 a 47 a...48 a 57 años58 a 67 añosmás de 67 años18 a 27 años28 a 37 años38 a 47 años48 a 57 años58 a 67 añosmás de 67 añosPoblación privada de libertad por rango eta...Datos de Ministerio del Interior en diciembre del 2024
Según un estudio publicado en 2025, el 46 % de las personas privadas de libertad es incapaz de valerse de la lectura, la escritura y la aritmética para su desarrollo personal y social. El estudio, realizado entre septiembre y diciembre de 2024 en 15 cárceles del país, mostró que de los 1.803 participantes, 763 (42,3 %) eran analfabetos funcionales, y 66 (3,7 %), analfabetos absolutos. Uruguay tiene tasa de analfabetismo del 1,7 % en mayores de 15 años.
El escaso nivel educativo formal es otra característica relevante. El 50,7 % de la población carcelaria tiene educación primaria como máximo nivel alcanzado. Solo el 10 % tiene el ciclo básico de educación secundaria completo y el 2,7 % finalizó el bachillerato. El 2,8 % alcanzó la educación universitaria. Estos datos contrastan con los de nivel nacional: en mayores a 25 años, el 27,5 % tiene educación primaria como máximo nivel, y el 25 % alcanzó educación universitaria.
En cuanto a su situación procesal, durante 2023 el porcentaje promedio de personas sin condena fue del 7,8 % de la población recluida, manteniendo una tendencia decreciente desde la incorporación del nuevo Código de Proceso Penal.

## Condiciones de reclusión
El órgano rector para la planificación, elaboración y gestión de las políticas públicas en materia carcelaria es el Instituto Nacional de Rehabilitación (INR), que fue creado en el 2010 y está integrado por 26 unidades o establecimientos penitenciarios y 1 Centro de Ingreso Diagnóstico y Derivación (CIDD) para todo el territorio del Uruguay, el INR cuenta además con un Centro de Formación Penitenciaria (Cefopen) y una Dirección de Medidas Alternativas (DINAMA).
Los cometidos del INR son la organización y gestión de las instituciones penitenciarias bajo su jurisdicción, la rehabilitación de procesados y penados y la administración de las medidas sustitutivas a la privación de libertad.
El informe 2023 del Comisionado Parlamentario para el Sistema Penitenciario, Juan Miguel Petit, menciona varios centros de reclusión (un 43 % del total) donde se configuran tratos crueles, inhumanos y degradantes, que rompen con las Reglas Mandela y con la propia Constitución del Uruguay que en su art. 26 establece el principio rector de que las cárceles «en ningún caso se permitirá que sirvan para mortificar» y que la finalidad de las mismas, tanto para procesados como para penados, es la «reeducación, la aptitud para el trabajo y la profilaxis del delito».
En 2022 se llevó adelante la Sexta Revisión del Comité de Derechos Humanos de la Organización de las Naciones Unidas (ONU) a Uruguay, evaluando el cumplimiento con el Pacto Internacional de Derechos Civiles y Políticos. Luego de la evaluación, el Comité realizó las siguientes observaciones referidas al tratamiento de las personas privadas de libertad en Uruguay:

(...) preocupan al Comité los informes relativos a:

a) La significativa y creciente cantidad de personas privadas de libertad en el Estado parte, y en particular, el fuerte aumento de mujeres privadas de libertad en los últimos años, con solo un 33 % de presos con sentencia firme y 67 % de personas procesadas que
permanecen en prisión preventiva durante períodos prolongados junto a las personas condenadas, lo que es contrario al Pacto;
b) El aumento considerable de muertes bajo custodia;
c) Que el nivel de hacinamiento en cárceles es del 135 % y las insuficientes condiciones de reinserción y rehabilitación por lo que el porcentaje de hacinamiento permanece constante;
d) Algunas de las modificaciones hechas al cuadro normativo relativo a los adolescentes en conflicto con la ley, en particular las que ponen en riesgo el respeto a la excepcionalidad y brevedad de la privación de libertad, las que imponen la prisión como medida cautelar y las que contemplan la posibilidad de aplicar el Proceso Abreviado y un nuevo Proceso Simplificado, los cuales ofrecen menos garantías que el juicio oral y escaso contacto con la defensa, además de duplicar las sanciones para infracciones gravísimas, las que pueden llegar de los 2 hasta los 10 años.
(...) El Estado parte debe incrementar sus esfuerzos con miras a:
a) Asegurar que las personas en prisión preventiva estén efectivamente separadas de las personas con condena;
b) Asegurar que todos los casos de muertes bajo custodia sean investigados; y que los autores de muertes provocadas sean enjuiciados y debidamente sancionados;
c) Reducir eficazmente el hacinamiento y el elevado porcentaje de personas en prisión preventiva; priorizar la imposición de medidas alternativas a la privación de libertad de conformidad con las disposiciones del Pacto, y priorizar las medidas sociales y educativas no privativas de libertad para las mujeres que hayan cometido delitos no violentos;
d) Velar por que se evite, en la mayor medida posible, la detención preventiva de niños, niñas y adolescentes, promoviendo el uso de medidas de sustitución que no impliquen privación de libertad y garanticen su rehabilitación y reintegración en la comunidad, tomando en cuenta su interés superior; y armonizar su legislación y sus prácticas en materia de adolescentes en conflicto con la ley con el Pacto y las normas internacionales.

e) Mejorar las condiciones de detención garantizando que estas se ajusten a las Reglas Mínimas de las Naciones Unidas para el Tratamiento de los Reclusos (Reglas Nelson Mandela) y a las Reglas mínimas de las Naciones Unidas para la administración de la justicia de menores (Reglas de Beijing), así como el respeto a la dignidad de las personas privadas de libertad conforme al artículo 10 del Pacto, con mayores recursos financieros y de personal adecuados”.

### Hacinamiento
La tasa de hacinamiento es crítica en muchos de los centros. El hacinamiento, las carencias estructurales y de recursos, hacen que las condiciones de vida de muchas cárceles sean inhumanas. Un caso grave es el módulo 11 de la Cárcel de Santiago Vázquez llega a tener celdas para cuatro personas donde están alojados diez o incluso once reclusos. En dicha cárcel la tasa de hacinamiento llega al 173 %.
El informe 2023 del Comisionado Parlamentario para el Sistema Penitenciario incluye un cuadro con la densidad de la población penitenciaria según plazas nominales que promedia el 120 % en el país pero supera el 170 % en varios centros. Menciona la existencia de celdas con más de 10 personas, concebidas para 4 o 6 en algunos casos, lo cual «bloquea los programas de tratamiento y actividades (...) aumentan las tensiones, abusos y violencias entre las personas presas y también el desborde de los funcionarios, lo que genera situaciones de violencia institucional (...) aumentan las conductas ilegales de todos, generándose espacios de ilegalidad donde aparece la corrupción también como estrategia de supervivencia y de falsa “solución” a necesidades o pedidos ilegales.»
El alto crecimiento en el encarcelamiento de mujeres, con una sobrerrepresentación de personas sin antecedentes penales previos (primarias) no ha sido acompañado con el correspondiente crecimiento de plazas, lo cual ha llevado a identificar índices de hacinamiento de 190 % (se considera como crítico cuando la densidad es mayor a 120 %). Hay unidades penitenciarias donde casi sin excepción existe a razón de un colchón cada 2 mujeres y en caso de decidir dormir en forma individual, deben hacerlo en el piso.
Según el Comisionado Parlamentario, el hacinamiento en buena parte del sistema no parece ser un problema de falta de construcción de plazas. La situación de hacinamiento crítica que tiene el sistema desde hace años se debe más bien a una combinación de un déficit de inversión en políticas de rehabilitación, unido a carencias en la promoción de políticas de alternativas al encarcelamiento. La construcción de plazas no es un camino de solución de la problemática. Se requiere transformar el sistema hacia un modelo de menos prisionización, mayor eficiencia socioeducativa en la privación de libertad y fortalecimiento de los mecanismos alternativos, de trabajo pospenitenciario y de reforma institucional planteados.

### Actividades recreativas
El 56 % de las personas privadas de libertad del país no accede a una hora de patio al aire libre por día. En el principal centro de reclusión para mujeres se han constatado situaciones de aislamiento y de aislamiento prolongado empleado de manera regular, en algunos casos por extenso período.

### Atención en salud
El Comisionado Parlamentario para el Sistema Penitenciario, Juan Miguel Petit, afirmó en noviembre de 2024 que mueren promedialmente entre 15 y 25 presos al año por omisión de asistencia, y que el organismo prestador de salud pública Administración de los Servicios de Salud del Estado (ASSE) no respondió los pedidos de informe solicitados.
En 2024 un estudio realizado a partir del convenio firmado entre el Ministerio del Interior, la Universidad de la República y la asociación civil Nada Crece a la Sombra reveló que el 24 % de la población carcelaria femenina nunca se había realizado un Papanicolaou, ni otro estudio ginecológico. Esa situación no se explica sólo por la falta de acceso a la atención durante el tiempo de reclusión. En esta población, con una media de edad de 35 años y una media de reclusión de 28 meses, no tener una evaluación previa a la reclusión podría evidenciar mayores dificultades de acceso a la atención, posiblemente multifactoriales. La reclusión, tal como se concibe hoy, parece consolidar esas inequidades previas.

### Consumo problemático
Según un informe de 2024 de la Junta Nacional de Drogas:

La alta disponibilidad de drogas al interior de las prisiones y el fácil acceso a ellas es una problemática reconocida por los distintos actores del sistema. Sólo en el año 2023 se detectaron 21.760,01 gramos de cannabis, 1.105,13 gramos de cocaína y 8.298,37 gramos de pasta base en el sistema penitenciario (INR, 2024). El problema no es nuevo: un trabajo del Observatorio Uruguayo de Drogas (OUD) y la Facultad de Humanidades y Ciencias de la Educación (FHCE) realizado a fines de 2015 e inicios de 2016 (Castelli et al. 2019) ya mostraba que 67,8 % de los varones privados de libertad en unidades penitenciarias de 400 personas o más personas declaraba saber que circulan drogas al interior del recinto penal; 47,3 % consideraba fácil o muy fácil acceder a marihuana, 44 % consideraba fácil o muy fácil acceder a pasta base de cocaína y 26.1 % acceder a alcohol. Entre las mujeres participantes, recluidas en la Unidad N° 5 de Montevideo, la mitad afirmaba tener conocimiento sobre la circulación de drogas al interior de la unidad. Una de cada cinco creía que es muy fácil o fácil obtener alcohol, cuatro de cada diez lo afirmaban para marihuana, y una de cada tres para pasta base de cocaína. Una de cada cuatro mujeres pensaba que todas o muchas personas privadas de libertad consumen drogas dentro de la unidad. Entre los hombres, este porcentaje es sensiblemente más elevado: alcanza a 46,3 % de los encuestados. Entre las mujeres que creían que hay personas que consumen dentro de la unidad, casi cinco de cada diez señalaban que este uso las afecta y ocho de cada diez consideraban que les podía haber generado situaciones de tensión o violencia (Castelli et al., 2019).

### Oportunidades de rehabilitación e integración social
A inicios de 2025 el Plan Nacional de Educación en Cárceles, dependiente del Ministerio de Educación y Cultura informa que participa en propuestas educativas en 11 unidades penitenciarias, ubicadas en 10 departamentos y desarrolladas por 46 educadores.
En la Unidad N°4 Santiago Vázquez (ex COMCAR) funciona desde el 2024 un centro educativo de la Universidad del Trabajo del Uruguay. Este centro se suma a la escuela, el liceo y la universidad que ya existen en el establecimiento carcelario. La Udelar se encuentra presente con un Centro Universitario desde el 29 de mayo de 2023, como parte de un convenio que se firmó entre el Instituto Nacional de Rehabilitación (INR) y la Universidad de la República (Udelar). En esta prisión hay un total de 4.826 privados de libertad, de los cuales 772 que ya se encuentran cursando estudios formales y 315 no formales. Además, hay 1.352 reclusos que trabajan.
La Unidad N°6 de Punta de Rieles (Cárcel de Punta Rieles), el Penal de Libertad, la cárcel de Salto, la cárcel de mujeres y la cárcel de mujeres con hijos son establecimientos penitenciarios que cuentan con centros universitarios. En 2024, cerca de 240 estudiantes avanzaban en su formación terciaria.
Frente a una población de 16 mil personas privadas de libertad, estas cifras tienen un bajo impacto. En febrero de 2025 un proyecto de ley aprobado por el Senado incluye una exposición de motivos que describe un panorama general en cuanto a rehabilitación e integración social:

Actualmente hay más de 15000 personas privadas de libertad, las cuales presentan un nivel de reincidencia importante (...) Entre los excarcelados de 2019, el 29,2 % había reincidido en un período de 6 meses desde su primera excarcelación, el 44,1 % en un período de un año, el 58,7 % en un período de dos años, y el 65,6 % en un período de tres años.

La reinserción laboral de personas que han estado privadas de libertad constituye un desafío crítico para las políticas públicas de inclusión social y de seguridad pública. Las personas que han transitado por el sistema penitenciario deben enfrentar una serie de barreras estructurales que dificultan la reincorporación efectiva y sostenible al mercado de empleo y a la vida en sociedad. Algunas de estas barreras son: estigma y discriminación social; falta de hábitos de trabajo, formación y experiencia laboral; redes de apoyo limitadas o inexistentes.
(...) La falta de habilidades, educación, formación y experiencia laboral también constituye una barrera importante para las personas que han estado privadas de libertad. En nuestro país, más de la mitad de las personas privadas de libertad es analfabeta (...). Esta realidad impacta de forma importante las posibilidades de acceder al empleo (...).

Por otra parte, las personas que han estado privadas de libertad suelen tener pocos vínculos sociales, lo que limita sus posibilidades de encontrar trabajo a través de recomendaciones o referencias (...) también puede aumentar la probabilidad de reincidir en actividades delictivas. La falta de redes, que en muchos casos es anterior a la privación de libertad, se profundiza luego del tránsito por la cárcel (...)

Una vez liberados, muchos presos pasan a vivir en la calle. El 53 % de las personas que viven a la intemperie han estado privadas de libertad. Un 10 % declara que estuvo internado en el Instituto del Niño y Adolescente del Uruguay INAU por conflicto con la ley, 53 % reconoce que estuvo preso (la mitad de estos estuvo preso hasta 3 veces), 48 % de estos ya habían dormido en calle antes de estar preso y el 52 % quedaron en calle al salir de la privación de libertad. Estos porcentajes pueden ser un poco mayores, considerando que no todos reconocen haber estado privados de libertad y que las personas relevadas mostraron solo un 60 % de adhesión a la encuesta.

## Recursos dehabeas corpuspresentados de carácter general
En mayo de 2023 el Comisionado Parlamentario para el Sistema Penitenciario presentó un recurso de habeas corpus histórico ante la situación en la cárcel de mujeres Unidad 7 de Canelones. Se transcribe íntegro en el informe anual, págs. 45 y siguientes. La Justicia de Ejecución de Canelones hizo lugar al habeas corpus e intimó al Ministerio del Interior a cumplir el plan de mejoras reclamado por la oficina del comisionado parlamentario para la cárcel de Canelones «para superar las malas condiciones de habitabilidad y convivencia». El informe 2023 reconoce que a partir de esa intimación hubo importantes mejoras en dicha cárcel.
En setiembre de 2024 el Sindicato de Trabajadores Penitenciarios (SiTraPen) y el exdirector de la cárcel de Punta de Rieles Luis Parodi presentaron un habeas corpus correctivo respecto de las personas privadas de libertad alojadas en la Unidad 4 Santiago Vázquez (ex Comcar). Los denunciantes destacan que hay carencias edilicias, falta de personal y hacinamiento extremo, lo que genera un riesgo inminente para la salud, la integridad física y la vida de la población privada de libertad. Sostienen que en esta cárcel, la más grande del país, se han clasificado las condiciones de reclusión como crueles, inhumanas y degradantes. Señalan que es una cárcel con una población de unas 5.200 personas y que es el complejo carcelario más violento, con una de las peores condiciones de reclusión del país, a tal grado que 40 % de las muertes violentas que suceden en el sistema penitenciario ocurren en ex Comcar. Entre otras, destacan la falta de actividades, el hacinamiento, el uso problemático de drogas, la falta de patio, la falta de personal y la gran movilidad interna de las personas privadas de libertad. A su vez, indican que hay módulos que no cuentan con condiciones de habitabilidad, en los que falta agua, hay plaga de ratas y situaciones ante las cuales se implementan medidas de emergencia transitorias que no terminan de resolver los problemas. Como resultado de esta acción la justicia condenó al Ministerio del Interior a implementar una serie de medidas correctivas y a ASSE a determinar, en los módulos más complejos, a las personas privadas de libertad con adicciones e iniciarles tratamiento, y a que se incorpore la formación en adicciones para operadores penitenciarios.

## La «Cárcel de Domingo Arena»
La Unidad Carcelaria N.º 8, popularmente conocida como Cárcel de Domingo Arena por el nombre de la calle donde está ubicada, es una radical excepción dentro del sistema carcelario uruguayo. Creada especialmente durante el primer gobierno de Tabaré Vázquez para alojar allí a los pocos militares y policías que iban siendo condenados por violaciones a los derechos humanos, la cárcel tiene 3400 metros cuadrados y aloja actualmente a 7 personas.
Las celdas cuentan con televisión cable, aire acondicionado, los presos pueden tener heladera, computadora y acceso a Internet. Un pabellón central cuenta con biblioteca, baños, cocina, comedor, aparatos de gimnasia, lavarropas. En el comedor hay estufa a leña y un televisor LED de 32 pulgadas. Los presos circulan libremente entre las celdas y una enfermera les visita a diario.